# Xã Linden, Quận Brown, Minnesota
Xã Linden (tiếng Anh: Linden Township) là một xã thuộc quận Brown, tiểu bang Minnesota, Hoa Kỳ. Năm 2010, dân số của xã này là 295 người.